# Plagio

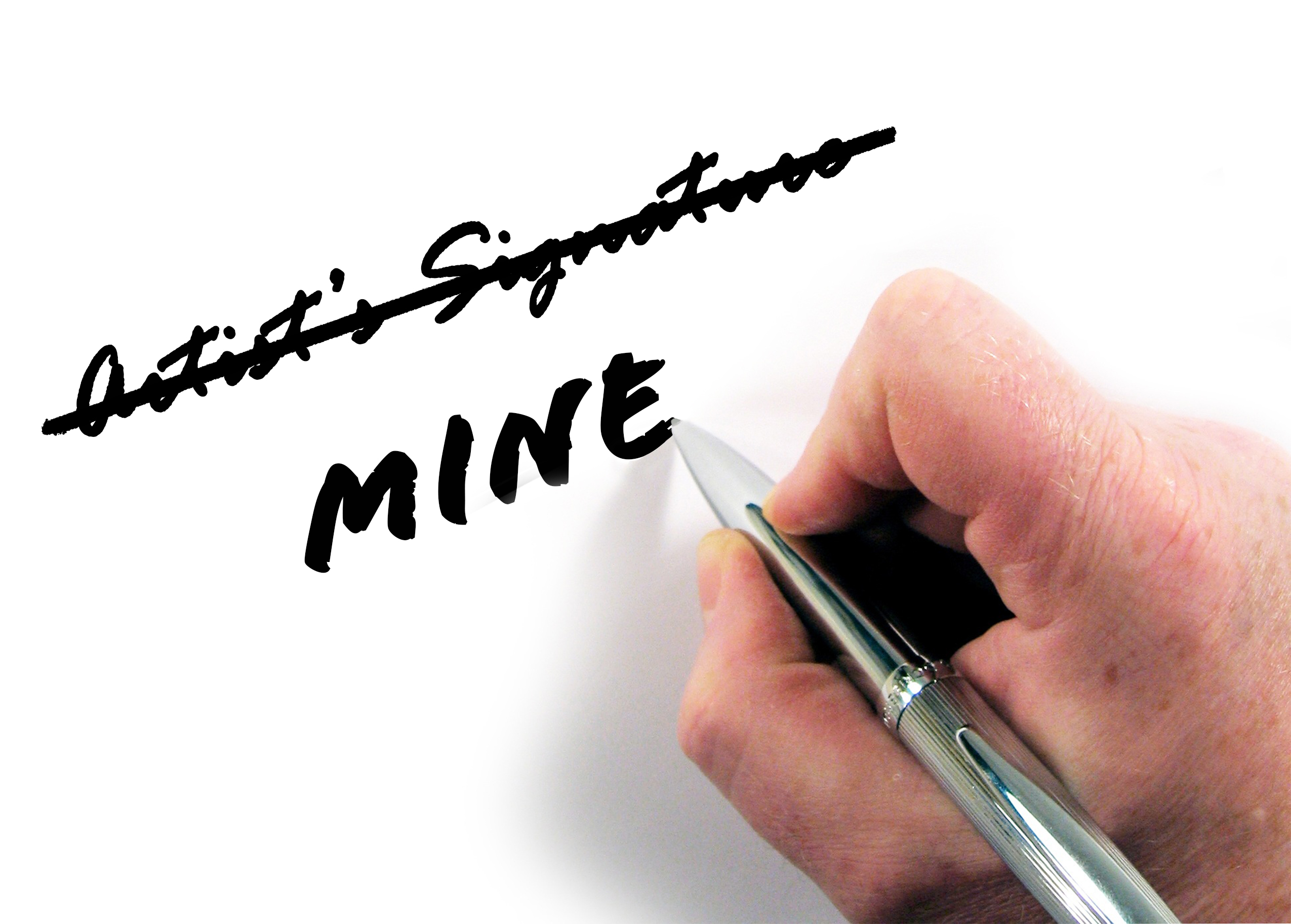
El plagio es la imitación o copia de una obra ajena haciéndola pasar como propia.

El término plagio se define  en el Diccionario de la lengua española de la Real Academia Española como la acción de «copiar en lo sustancial obras ajenas, dándolas como propias».  Una acepción más clásica es la dada por Correa y Lázaro cuando definen plagio como «la copia servil o imitación torpe de un modelo, con pretensiones de originalidad».
Desde el punto de vista legal es una infracción al derecho de autor acerca de una obra artística o intelectual de cualquier tipo, en la que se incurre cuando se presenta una obra ajena como propia u original.
Así, una persona comete plagio si copia o imita algo que no le pertenece, y se hace pasar por su autor, con o sin su autorización. En el caso de documentos escritos, por ejemplo, se tipifica este delito cuando se incluye una idea, texto, imagen o diseño de otro autor, sin anunciarlo expresamente, sin usar comillas (o la sangría y tipografía distinta equivalentes) y sin citar la fuente o autor original.
El plagio constituye específicamente una violación a la paternidad de la obra, considerada dentro del marco de los derechos morales. 
Hay varios motivos que pueden llevar a una persona a cometer plagio, como intentar obtener mejores calificaciones en sus estudios, aprovecharse económicamente al copiar el trabajo de otros o ganar reputación dentro de una comunidad específica, entre otros. Sin importar la razón, el plagio puede ocurrir tanto de forma intencional como accidental (sin intención). 

## Etimología
El término plagio deriva del latín plagiārius: «secuestrador», equivalente a plagium: «secuestro», que contiene el latín plaga: «trampa», «red», basada en la raíz indoeuropea *-plak: «tejer». Véase, por ejemplo, en griego: plekein; en latín: plectere, donde ambos significan «tejer». Otras versiones de la raíz son: del griego πλάγιος: oblicuo (como en los minerales denominados plagioclasas), engañoso.
De este modo en el derecho penal romano se calificó como plagio al hecho de secuestrar y luego vender como esclavos a los libertos e incluso a personas que eran consideradas en ese mismo derecho como libres por nacimiento (por ejemplo ciudadanos y mujeres libres), véase en tal caso trata de personas.
En un sentido más amplio, normalmente se denomina plagio a:
- Libros que contengan ideas, tramas o historias muy similares.
- Traducciones que reproduzcan en lo esencial las soluciones aportadas previamente.
- Películas con semejanzas extremas en expresión de ideas.
- Inventos muy similares a uno patentado.
- Obras de arte similares o con alguna pieza de la original.
- Simplemente ideas.
- Marcas, incluidos, entre otros distintivos de algún producto:

1. Logotipos
2. Colores
3. Formas
4. Frases

El uso de un mismo argumento en diferentes obras, expresadas de manera original, no es considerado como plagio, ya que el derecho de autor no cubre las ideas en sí, sino únicamente su modo de expresión.

## Propiedad intelectual
La denominada propiedad intelectual es una colección de marcos jurídicos diferentes mediante los cuales se protegen los intereses de autores e inventores en relación con obras creativas, ya sean expresiones de ideas, como en el caso del derecho de autor, o aplicaciones prácticas e industriales de ideas, como cuando se trata de patentes. Según la legislación de cada país, el castigo por este tipo de infracción puede ser una sanción penal o una pena económica y obligación de indemnizar por daños y perjuicios. Casi ningún país se define el término de «plagio» en sus leyes de propiedad intelectual, por ser un concepto de origen no legal, sin embargo, algunos países como España, sí que lo utilizan en sus normas reguladoras del derecho de autor, por ejemplo al regular en el Código Penal los delitos contra la propiedad intelectual.

## Historia
A pesar de que en todas las épocas de la literatura escrita se han  esgrimido acusaciones de plagio, utilizado con el sentido actual el término plagiario aparece por vez primera en escritos del poeta Marcial (siglo I d. C.). Antaño, mediante este vocablo se hacía referencia al delito en el que incurría el secuestrador o ladrón de niños y de esclavos –acepción conservada parcialmente en el español de América–, así como de ganado. En la historia de la literatura se atribuye a Marcial la creación de este sentido. En uno de sus epigramas lamenta que otro autor haya adaptado sus obras y que estén en servidumbre:

Te encomiendo, Quinciano, mis libritos. Si es que puedo llamar míos los que recita un poeta amigo tuyo. Si ellos se quejan de su dolorosa esclavitud, acude en su ayuda por entero. Y cuando aquél se proclame su dueño, di que son míos y que han sido liberados. Si lo dices bien alto tres o cuatro veces, harás que se avergüence el plagiario.
Marcial, Epigrama LII

El término  pasa a las lenguas vernáculas alrededor del siglo XVI y se consolida simultáneamente a la gestación de la figura del autor moderno. En el siglo XIX, la progresiva protección jurídica otorgada a la creación intelectual convertirá el plagio en delito, y por lo tanto lo hará susceptible de ser juzgado en un tribunal, no únicamente, como hasta entonces, por la crítica y la historia literarias.

Los buenos artistas copian; los grandes, roban.
 Pablo Picasso

Al plagiario de obras se le ha representado como (cita literal) [...] corneja desplumada, y alrededor della muchas plumas de diversas colores significa el que se ha querido honrar con escritos y trabajos agenos, publicándolos por suyos, y queda corrido quando es tomado en el hurto. Desta fábula hizo mención Horacio, Epistolarum, lib. I, epistola 3, ad Iulium Florum; Iuli Flore, etc.:

Ne, si forte suas repetitum venerit olim
Grex avium plumas, moveat cornicula risum,
Fortivis nudata coloribus (termina la cita)

En esta categoría debería ubicarse a quien solo ostente autoría de alguna obra, aunque haya pagado para ello o se la hayan cedido a título gratuito.

### Versión ampliada y traducida de esta cita
Parte de la Epístola a Julio Floro:
Quid mihi Celsus agit? monitus, multumque monendus
Privatas ut quærat opes, et tangere vitet
Scripta, Palatinus quæcumque recepit Apollo:
Ne si forte suas repetitum venerit olim
Grex avium plumas, moveat cornicula risum
Furtivus nudata coloribus
Y ¿Qué hace Celso? Díjele ya un día
Y debe repetírsele a porfía
Que a sus propias riquezas se limite
Y apropiarse del templo palatino
Las obras no presume;
Porque después si a reclamar su pluma
Los pájaros acuden a bandadas
De sus alas prestadas
Desnuda la corneja se vea
Y del mundo el escarnio y befa sea

### Idea primigenia
La idea de simbolizar el plagio mediante una corneja desplumada provino de una fábula de Esopo, que se resume así:
El supremo dios heleno Zeus convocó a todas las aves para proclamar a una como la soberana. Fijó la fecha del concurso para elegir a la más hermosa. Todas acudieron a la vera de un río para acicalarse. Al percatarse la corneja de que era la más fea, recogió las coloridas plumas que se desprendían de sus competidoras y las sobrepuso a las propias. El resultado fue deslumbrante: el ave más agraciada jamás vista.
Zeus quedó estupefacto del esplendoroso plumaje de este córvido. En el momento crítico de la selección, cuando la deidad máxima estaba a un átimo de emitir su veredicto y –en virtud de tan impactante beldad– de concederle su título de realeza, los otros pájaros, indignados por el engaño, le arrancaron las plumas correspondientes a cada uno. En consecuencia, desplumada de lo ajeno, la corneja, simplemente corneja se quedó.
Un refrán similar reza así: «la mona, aunque se vista de seda, mona se queda».
Por lo tanto, de larga data, al plagiario (o a la plagiaria) de obras, principalmente de las literarias, se le caracteriza mediante una corneja desplumada.

## Sanciones

### Ámbito académico
Muchos estudiantes se sienten presionados para completar sus trabajos bien y rápidamente. Dada la accesibilidad de las nuevas tecnologías (Internet en particular) pueden plagiar mediante copia y transcripción de información de otras fuentes. Los profesores detectan fácilmente esta modalidad de plagio, por varias razones:
- Con gran frecuencia las elecciones de las fuentes son poco originales. Los docentes pueden recibir el mismo pasaje copiado de una fuente popular por varios estudiantes.

- A menudo es fácil determinar si un estudiante usó su propia «voz».

- Los alumnos pueden escoger fuentes inapropiadas, inexactas o fuera del tema.

- Los profesores pueden insistir en que, previamente a su revisión, los trabajos sean sometidos a un detector de plagio en línea.[14]

A profesores e investigadores se les castiga mediante sanciones que comprenden desde suspensión hasta cese, y la consecuente pérdida de credibilidad e integridad. Comúnmente, comités disciplinarios internos –a los que estudiantes y profesores han acordado estar enmarcados– atienden las acusaciones de plagio contra estudiantes y profesores.
Sin embargo en las universidades españolas no existen aún procedimientos intra-académicos de regulación del plagio entre personal docente e investigador. La vía habitual es presentar una queja ante la oficina del Defensor universitario y también a la inspección de servicios. Empero, en los Estatutos Universitarios no existe reconocimiento explícito en relación con posibles penalizaciones o valoraciones por un comité de expertos.
La mayoría de las veces los casos se producen con impunidad total, con el consiguiente detrimento de la tarea universitaria de producción de conocimiento y la lesión de los derechos de autoría y desmotivación de las personas que sufren el plagio. Recientemente, para consensuar acerca de este problema, han surgido algunas Plataformas de Lucha Contra el Plagio.

### Periodismo
Dado que el principal valor del periodismo es la confianza pública, si un profesional de esta actividad no logra reconocer honestamente sus fuentes socava la integridad del periódico o medio en que trabaje, así como su propia credibilidad. A menudo, a periodistas acusados de plagio  se les ha suspendido de sus tareas inherentes mientras la agencia de noticias investiga los cargos.

## Autoplagio
Existen sospechas de que numerosos trabajos científicos publicados en revistas científicas sean copia total o parcial de artículos anteriores, publicados por otros o por el mismo autor (autoplagio), con el pretexto de aportar nuevos resultados. En enero de 2008 la prestigiosa revista Nature publicó un trabajo de M. Errami y colaboradores donde desarrollaron un programa informático titulado eTBLAST para buscar entre las publicaciones científicas similitudes de texto y encontrar así artículos supuestamente copiados. En la base de datos, que los propios autores denominaron Déjà vu, en junio de 2009 quedan recogidos 74 790 pares de trabajos científicos de gran similitud, lo cual podría indicar que se trata de trabajos no originales.
Muchos estudiantes e investigadores piensan que el autoplagio no simboliza una violación a los derechos del autor, ya que afirman que «no es posible robarse a sí mismo»; sin embargo, en el caso de basarse en una publicación previa, es necesario siempre brindar la cita correspondiente, ya que -al igual que las personas físicas- las revistas poseen derechos conexos al ser los medios que divulgan con o sin exclusividad el material.
El autoplagio es considerado un problema ético serio cuando se duplican o fraccionan trabajos ya publicados en varios menores para conseguir más citas académicas o cuando se presentan currículos así sobredimensionados para optar a un puesto en el que se valora la cantidad de la producción científica.

## Recursos para luchar contra el plagio
Para detectar un posible plagio, con ayuda de un motor de búsqueda se puede indagar una determinada cadena de palabras del texto sospechoso, con el fin de ver si se encuentra un texto potencialmente plagiado. En la actualidad existen varios programas informáticos que facilitan la detección de esta anormalidad, especialmente en proyectos o ensayos de los estudiantes.
Sin embargo el mayor medio para luchar contra el plagio son las mismas escuelas, universidades y casas de estudio, que frecuentemente no lo penalizan en sus reglamentos, incluso tratándose de tesis o proyectos terminales de titulación. Asimismo, usuarios de la red social Twitter han publicado acerca de una creciente cantidad de informes de plagio, que han identificado rápida y eficazmente.
En cualquier caso, la mera repetición de cadenas de palabras no es una prueba concluyente de deshonestidad intelectual. Gran parte del discurso científico es repetición de conocimientos (fórmulas, datos, etcétera) e hipótesis compartidas por la comunidad científica. Por ello se deberían evitar pronunciamientos apresurados sin un examen detallado de las posibles violaciones o suplantaciones de la autoría intelectual.
En el campo de las revistas científicas, en 1997 se creó el Comité de Ética en la Publicación (COPE, de su nombre en inglés Committee on Publication Ethics), una asociación internacional de editores y editoriales científicas que asesora y proporciona foros para discutir los casos de plagio y de otros tipos de comportamiento poco ético en la investigación científica. Esta asociación recomienda a sus miembros que comuniquen los casos a las autoridades competentes, que normalmente son los responsables de la institución o empresa en la que trabaje el autor que ha cometido el plagio.

### En el campo de la enseñanza
En los procesos de enseñanza y aprendizaje, algunas acciones concretas que pueden ayudar a reducir el plagio son:
- Diseñar las asignaciones en equipos de profesores, en lugar de cada profesor individualmente, con el fin de evitar cargas de trabajo innecesariamente pesadas para los estudiantes.
- Reducir el aprendizaje basado en la memorización.
- Asignar tareas y actividades creativas como talleres, exposiciones, foros, portafolios, resolución de casos reales y aplicación de conceptos a la experiencia personal del alumno.
- Acompañar a los estudiantes durante todo el proceso de producción de un trabajo escrito.
- Proporcionar a los estudiantes una definición clara y breve de plagio.
- Promover el refuerzo positivo en lugar del castigo.
En general, varios estudios han demostrado que el enfoque más aceptado es "Prevenir en lugar de castigar". Un estudio encontró que los estudiantes recurrían al plagio para hacer frente a las pesadas cargas de trabajo impuestas por los profesores. Por otro lado, en ese estudio, algunos docentes también pensaron que el plagio es consecuencia de su propia incapacidad para proponer tareas y actividades creativas. Además, se ha sugerido que algunos estudiantes pueden no entender completamente qué constituye plagio a menos que hayan plagiado y luego hayan sido acusados de ello. Por lo tanto, las actividades formativas en las que los estudiantes puedan aprender con seguridad sobre el plagio pueden ser apropiadas.